# Horas non numero nisi serenas

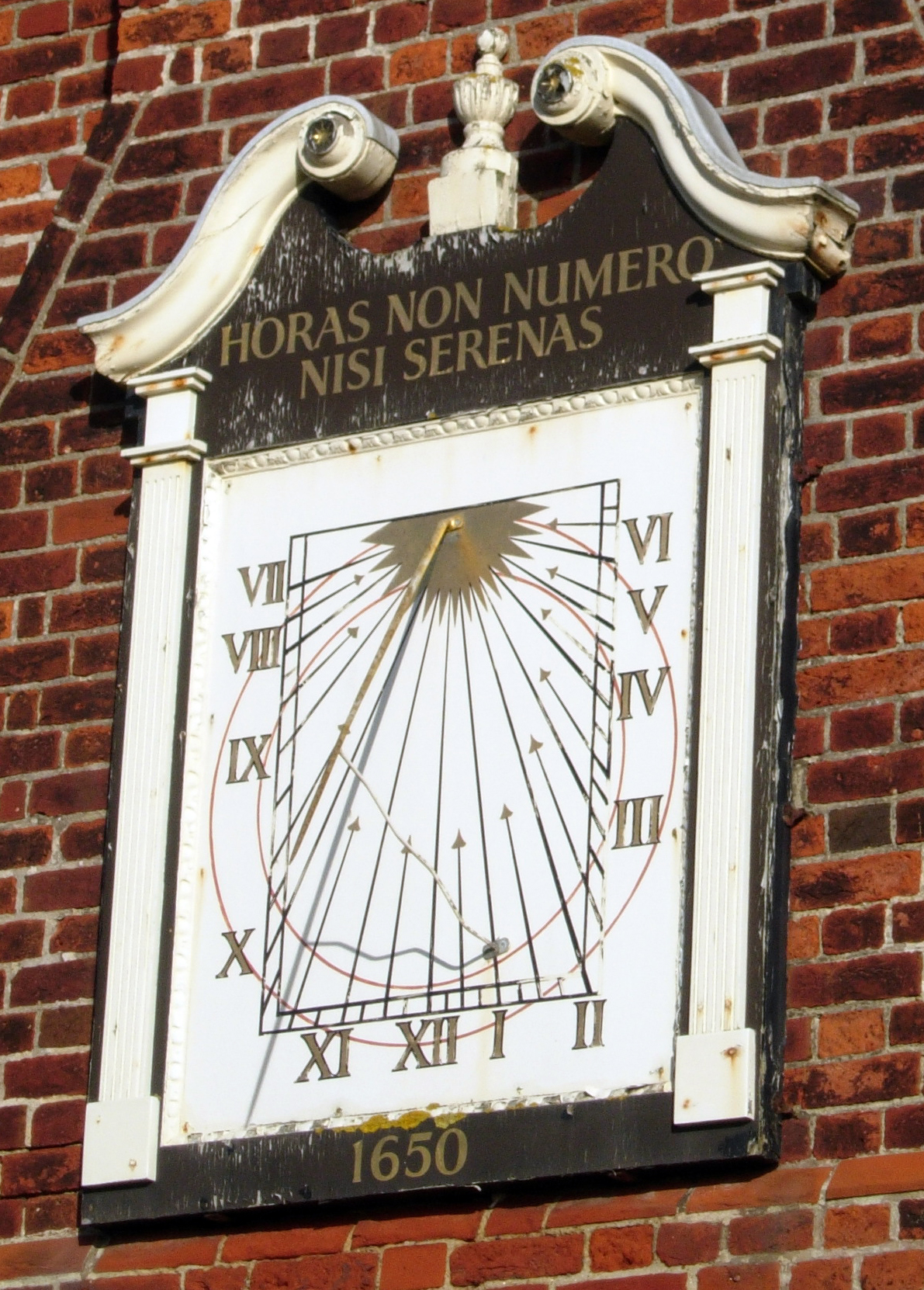

A Horas non numero nisi serenas (Csak a derűs órákat számolom) latin nyelvű kifejezés, melyet általában napórákon tüntetnek fel. Eredeti szerzője ismeretlen.
Jelentése többértelmű: egyrészt a napóra működésére utal (csak akkor működik, ha süt a nap), másrészt jótanács az embereknek, hogy csak a boldog órákat tartsák számon. Ismert és népszerű idézet; nemcsak a régi, hanem az újonnan készített napórákon is gyakran szerepel.
Magyarországon a felirat (vagy változatai) több napórán olvasható: Paloznak, Hódmezővásárhely, Göd. A kifejezés megjelenik Szabó Lőrinc egyik költeményében is (Mozart hallgatása közben, mely az 1956-os forradalomra és az utána következő időszakra utal).

## Változatai
- Non numero horas nisi serenas
- Horas non numero nisi æstivas
- Horas nullas nisi aureas
- Afflictis lentae, celeres gaudentibus horae (Az idő gyorsan telik a boldog ember számára) – az előbbiekkel rokon értelmű idézet, mely Bosco Szent János saját jelmondatává tett, miután Chieriben egy napórán látta. Ez a napóra már nincs meg, de elkészítették mását Bosco szülőhelyén.[5]

## Kapcsolódó oldalak
- Carpe diem